# La Mata, La Perla
La Mata är en ort i Mexiko.   Den ligger i kommunen La Perla och delstaten Veracruz, i den sydöstra delen av landet, 210 km öster om huvudstaden Mexico City. La Mata ligger 2 851 meter över havet och antalet invånare är 129.
Terrängen runt La Mata är bergig västerut, men österut är den kuperad. Terrängen runt La Mata sluttar österut. Runt La Mata är det ganska tätbefolkat, med 199 invånare per kvadratkilometer. Närmaste större samhälle är Palmira, 17,8 km sydost om La Mata. I omgivningarna runt La Mata växer huvudsakligen savannskog.